# Morphophonem
Morphophonem (Morpho-Phonem; kurz: Morphonem) wurde als Begriff von Nikolai Sergejewitsch Trubetzkoy eingeführt, um den regelmäßigen Wechsel zwischen den Formen (signifiants) von Allomorphen darzustellen, die ein und dasselbe Morphem repräsentieren. 
Ein Beispiel für ein Morphophonem findet man bei dem  deutschen Wort „Kind“ mit dem regelmäßigen Wechsel zwischen den Allomorphen [kınt] und [kınd]-, der darin besteht, dass aufgrund der Auslautverhärtung im Wortauslaut stimmloses [t] („Kind“), vor Vokal aber stimmhaftes [d] („Kindes“) gewählt wird. Für diesen Wechsel wurde später ein passender Großbuchstabe als Symbol in die phonologische Darstellung des Wortes eingesetzt, so dass die Form /kınD/ für beide Allomorphe steht. 
Troubetzkoy, dessen Beitrag das Phänomen anhand der slawischen Sprachen behandelte und dafür eine eigene Sprachbeschreibungsebene Morphophonologie bzw. Morphonologie vorsah, hätte für Fälle wie /kınD/ die Notation „t : d“ für das Morphophonem gewählt. 